# Blicourt
Blicourt település Franciaországban, Oise megyében. Lakosainak száma 358 fő (2022. január 1.). Blicourt Crèvecœur-le-Grand, Haute-Épine, Juvignies, Lihus, Luchy, La Neuville-sur-Oudeuil, Oudeuil, Pisseleu és Rotangy községekkel határos.

## Népesség
A település népességének változása:
| Lakosok száma | 330  | 342  | 351  | 349  | 352  | 356  | 354  | 355  | 358  |
|               | 2013 | 2015 | 2016 | 2017 | 2018 | 2019 | 2020 | 2021 | 2022 |